# Milices nationales révolutionnaires

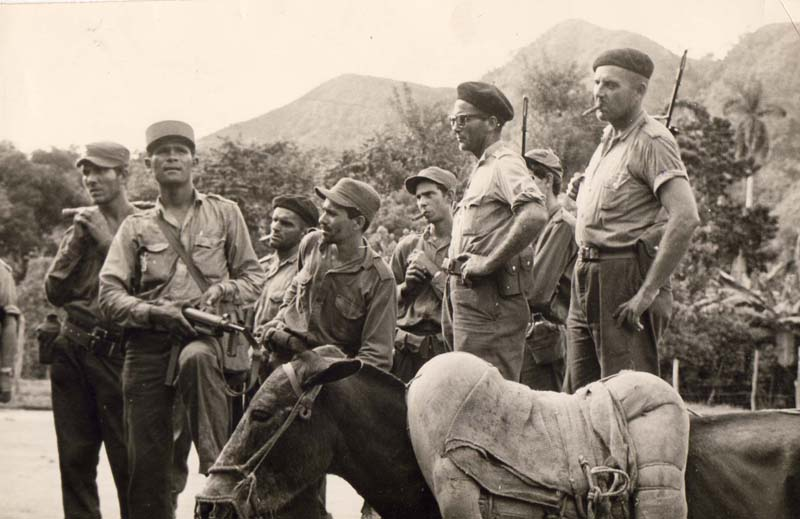
Ramiro Valdés Menéndez et les Milices nationales révolutionnaires.

Les Milices Nationales Révolutionnaires (MNR) sont une organisation paramilitaire créée le 26 octobre 1959 à Cuba dans le but de défendre l'île contre les menaces d'agression militaire des États-Unis et pour la protection des objectifs civils sur le territoire cubain.

## Histoire
Les Milices Nationales Révolutionnaires (MNR) ont été créées par Fidel Castro le 26 octobre 1959, dans le but d'être une branche armée civile qui défendrait le nouveau système et le processus de changement, ainsi que la protection du pays en cas d'éventualité d'une invasion étrangère,. Le prédécesseur immédiat de cet organisme était Los Malagones, une milice qui protégeait les travailleurs de la vallée de Santo Tomás, où opérait la coopérative Moncada.
Le MNR est subordonné au MINFAR pour agir dans la défense du pays, en s'organisant initialement par secteurs sociaux : milices ouvrières, paysannes et étudiantes. Ces détachements ont reçu des cours d'infanterie, d'armement et de désarmement, en plus du suivi des centres de travail et des objectifs prioritaires. En mars 1960, moins de cinq mois après la création du MNR, environ un demi-million d'hommes et de femmes étaient organisés dans ses rangs,.

### Invasion de la Baie des cochons
Au début des années 1960, les tensions entre les États-Unis et Cuba se sont accrues, atteignant leur paroxysme lors de l’invasion de la Baie des Cochons,. Les MNR a agi activement lors du débarquement, résistant à l'assaut et subissant d'importantes pertes. Par la suite, l’offensive ininterrompue s’est déroulée sur toutes les voies d’accès à la tête de pont occupée par les envahisseurs. Les membres des MNR constituaient la majorité des troupes d'infanterie et l'ensemble de l'équipage des batteries d'artillerie terrestre et antiaérienne qui ont participé à la bataille. Aux côtés des colonnes spéciales de combat, les équipages de chars et le bataillon PNR, dont les combattants étaient issus de l'Armée, ont subi la majorité des pertes (près de 2 000 miliciens tués et blessés).

### Autres actes
Le 10 septembre 1961, lors de la procession de la patronne de Cuba, la Sainte Vierge de la Charité de Cobre, des miliciens ont attaqué les manifestants à coups de bâton et de balle, entraînant la mort du jeune Arnaldo Socorro. Cette même année, les milices tirent sur l'ambassade uruguayenne, blessant un demandeur d'asile politique.